# Habitatge al carrer Major, 26 (Almoster)
L'Habitatge al carrer Major, 26 és una casa d'Almoster (Baix Camp) protegida com a Bé Cultural d'Interès Local.

## Descripció
Edifici situat a la cantonada entre el carrer Major i el carrer Quarter del Sud. La construcció, amb una façana en xamfrà, és el resultat de reformes posteriors. Els paraments de les façanes es mostren arrebossats i emblanquinats. Destaca la portalada de la façana del xamfrà: un arc rebaixat adovellat amb una inscripció a la dovella clau: "1885"